# Roscoe Mitchell
Roscoe Mitchell (3. august 1940 i Chicago Illinois) er en amerikansk saxofonist, fløjtenist, percussionist og komponist. 
Mitchell hører til blandt avantgarde jazzens vigtige nøglepersoner. Han er nok bedst kendt for sit virke i Art Ensemble of Chicago. Han har ligeledes spillet med mange af jazzens store musikere såsom Cecil Taylor, Don Pullen, Famoudou Don Moye, Lester Bowie, Albert Ayler og Anthony Braxton. 
Mitchell har lavet en mængde plader i eget navn fra kvartetter til sekstetter.